# Aida Overton Walker
Aida Overton Walker, née Ada Overton, le 14 février 1880 à Richmond (Virginie) aux États-Unis, morte le 11 octobre 1914 à New York aux États-Unis, est une actrice de vaudeville afro-américaine, chanteuse, danseuse et chorégraphe.

## Biographie
Elle est l'épouse de l'acteur de vaudeville George Walker (en). Elle est surnommée The Queen of the Cakewalk (en français : La Reine du Cake-walk), après avoir popularisé la danse du même nom,. Elle se met en scène avec son mari et son partenaire de scène, Bert Williams, mais aussi dans des groupes, comme les Black Patti's Troubadours. Elle dansait également en solo et chorégraphiait pour des spectacles de vaudeville tels The Red Moon (1908), de Bob Cole (en), Joe Jordan (en) et J. Rosamond Johnson mais aussi His Honor the Barber (1911) de S. H. Dudley (en).

## Galerie

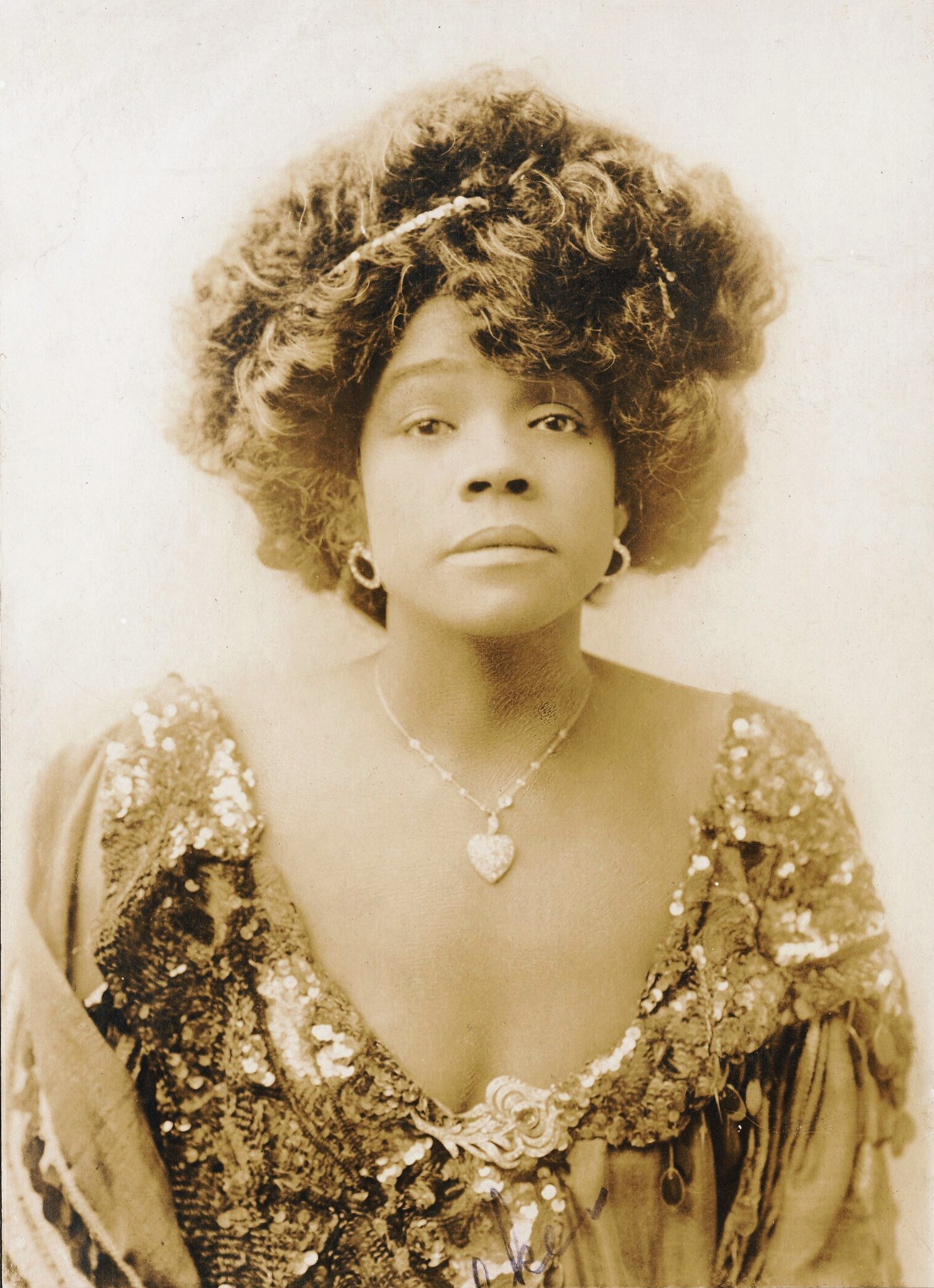
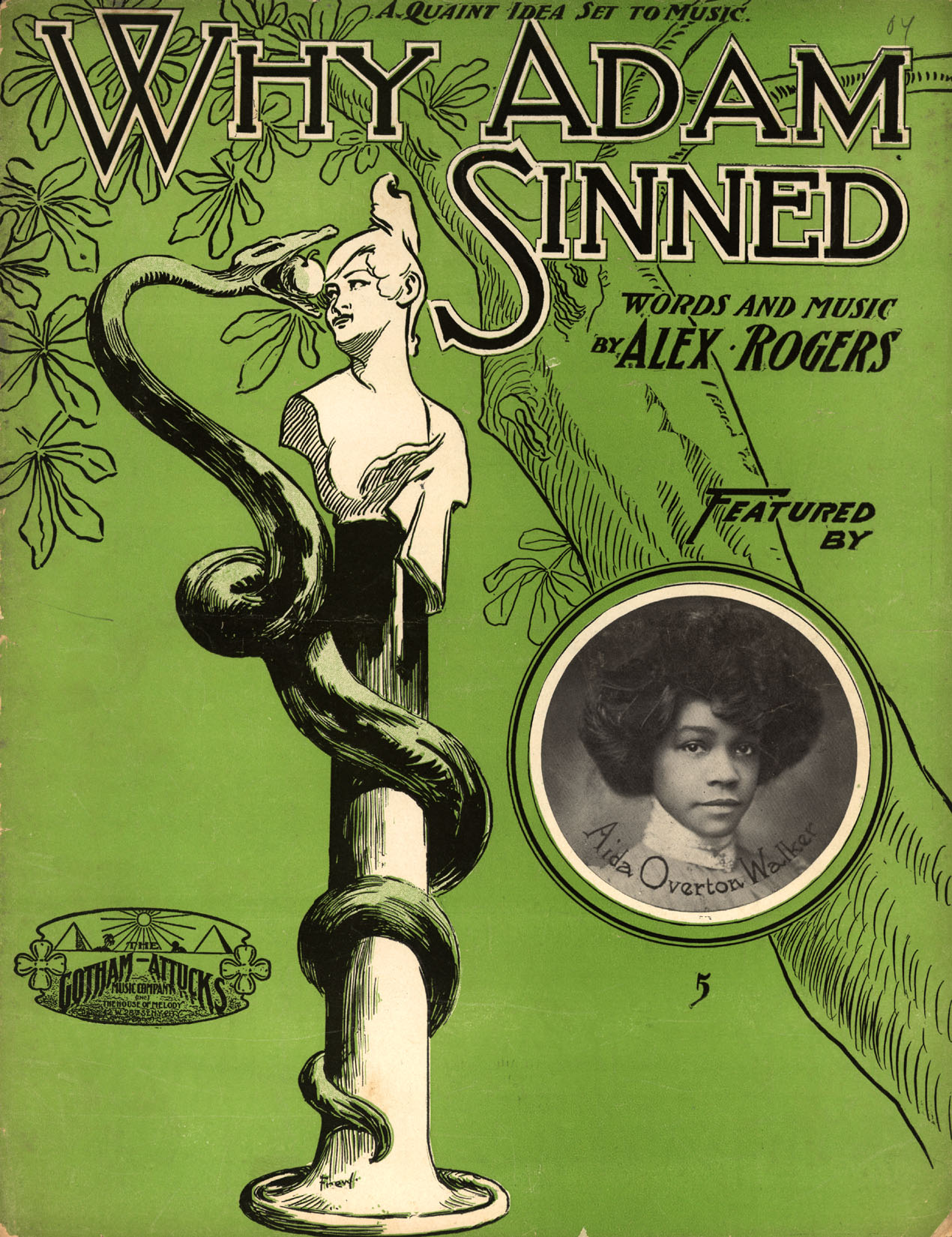
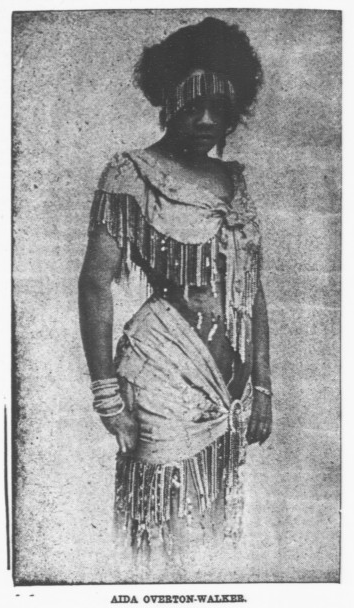